# Top Secret (Jun Hyo-seong)
Top Secret è il primo singolo della cantante sudcoreana Hyoseong, pubblicato nel 2014 dall'etichetta discografica TS Entertainment insieme a LOEN Entertainment.

## Il disco
Il 16 aprile 2014, la TS Entertainment confermò il debutto da solista di Hyoseong. Il giorno seguente, il 17 aprile, rivelò che la cantante avrebbe debuttato con un album singolo il 12 maggio, la cui title track composta da Duble Sidekick. Il 2 maggio fu diffuso il titolo, "Top Secret", e venne mostrata una foto teaser di Hyoseong. Il singolo fu pubblicato in due edizioni, una normale, contenente un booklet e una foto, e una limitata, contenente un booklet, un mini poster, un album di foto, un'altra foto e un DVD con il making-of di "Good-night Kiss". Lo stesso giorno dell'uscita del singolo venne organizzato un evento con Hyoseong al Ramada Hotel Club Vanguard per promuovere il disco. Il brano "Good-night Kiss" fu utilizzato come traccia promozionale nelle sue performance nei programmi M! Countdown, Music Bank, Show! Music Core e Inkigayo.

## Tracce
1. You Don't Know Women (여자를 몰라) (feat. J'Kyun) – 3:19 (testo: Marco, J'Kyun – musica: Marco)
2. Good-night Kiss – 3:26 (testo: Duble Sidekick – musica: Duble Sidekick, SEION)
3. I Hate The Night (밤이 싫어요) – 3:15 (KZ, Jeon Da-un, Michin Gam-seong)

Durata totale: 10:00

## Certificazioni
Corea del Sud
(vendite: 11 067+)